# N-Nitrosodibutylamin
N-Nitrosodibutylamin ist eine chemische Verbindung aus der Gruppe der Nitrosamine.

## Vorkommen
N-Nitrosodibutylamin wurde in Schinken und anderen gepökelten Fleischsorten nachgewiesen, die mit einem Kautschuknetz umwickelt waren (Kautschuk enthält häufig Di-n-butylamin und N-Nitrosodibutylamin sowie andere Nitrosamine). Wie andere Nitrosamine kann N-Nitrosodibutylamin bei der Gummiverarbeitung entstehen und als Verunreinigung in das Endprodukt gelangen. In amtlichen Untersuchungen von Luftballons sind in den 2000er Jahren wiederholt hohe migrierfähige Gehalte von N-Nitrosaminen, darunter N-Nitrosodibutylamin, nachgewiesen worden.

## Gewinnung und Darstellung
Die Verbindung bildet sich aus Dibutylamin und Natriumnitrit in wässrigen Lösungen. Sie wurde erstmals 1872 synthetisiert.

## Eigenschaften
N-Nitrosodibutylamin ist eine gelbe Flüssigkeit, die löslich in Wasser ist. Sie ist in neutraler oder alkalischer Lösung stabil, zersetzt sich jedoch langsam in saurer Lösung. Die Verbindung ist etwas lichtempfindlich, insbesondere gegenüber ultraviolettem Licht, und unterliegt einem schnellen photolytischen Abbau.

## Verwendung
N-Nitrosodibutylamin kann als Referenzstandard für die Bestimmung des Gehaltes in Wasser verwendet werden. Es wurde auch als Zwischenprodukt bei der Herstellung von Dibutylhydrazin verwendet.

## Sicherheitshinweise
N-Nitrosodibutylamin ist bei allen getesteten Tierarten krebserregend. Es erzeugt gutartige und bösartige Tumore in der Harnblase, der Speiseröhre, der Leber, den Atemwegen, dem Magen und dem Darm sowie Leukämie. Es ist krebserregend nach pränataler Verabreichung und Einzeldosen. Die beiden Metaboliten N-Nitroso-n-butyl-N-(4-hydroxybutyl)amin und N-Nitroso-n-butyl-N-(3-carboxypropyl)amin sind ebenfalls krebserregend.

## Regulierung
Über den Safe Drinking Water and Toxic Enforcement Act of 1986 besteht in Kalifornien seit dem 1. Oktober 1987 eine Kennzeichnungspflicht für Produkte, die N-Nitrosodi-n-butylamin enthalten.

## Externe Links zu erwähnten Verbindungen
1. ↑  Externe Identifikatoren von bzw. Datenbank-Links zu Dibutylhydrazin:  CAS-Nr.: 7422-80-2, PubChem: 23902, ChemSpider: 22346, Wikidata: Q63088107.
2. ↑  Externe Identifikatoren von bzw. Datenbank-Links zu N-Nitroso-n-butyl-N-(4-hydroxybutyl)amin:  CAS-Nr.: 3817-11-6, EG-Nr.: 625-015-5, ECHA-InfoCard: 100.153.550, PubChem: 19665, ChemSpider: 18523, Wikidata: Q26840775.
3. ↑  Externe Identifikatoren von bzw. Datenbank-Links zu N-Nitroso-n-butyl-N-(3-carboxypropyl)amin:  CAS-Nr.: 38252-74-3, EG-Nr.: 678-246-9, ECHA-InfoCard: 100.203.315, PubChem: 37993, ChemSpider: 34828, Wikidata: Q27163059.